# Хокинс, Трип
Уильям Мюррей «Трип» Хокинс III (англ. William Murray Hawkins III; 28 декабря 1953, Пасадина, Лос-Анджелес, Калифорния, США) — американский предприниматель и основатель Electronic Arts (EA), The 3DO Company и Digital Chocolate.

## Биография
Будучи в детстве фанатом Strat-O-Matic Football, Хокинс начал свой первый бизнес в подростковом возрасте, пытаясь создать поддельную версию этой игры. Он одолжил $5,000 у своего отца, но, несмотря на рекламу в NFL Game Programs, стартап провалился. Однако после этого Хокинс получил свой первый компьютер и заинтересовался созданием симулятора футбола на компьютере. Позднее он закончил Гарвардский университет.
После окончания университета Хокинс работал директором стратегии и маркетинга в Apple Computer. Однако он ушёл оттуда, чтобы основать свою собственную студию: Electronic Arts (первоначальное название: Amazin' Software), специализирующуюся на издании компьютерных игр. Electronic Arts под его руководством добилась значительных успехов на рынке компьютерных игр.
Оставаясь председателем EA, в 1991 году Хокинс основал 3DO, компанию, специализирующуюся на разработке игровых консолей. В июле 1994 года он уходит из совета директоров EA. На время своего выпуска в 1993 году 3DO Interactive Multiplayer была самой мощной игровой консолью. Однако при этом она обладала и очень высокой ценой по сравнению с аналогичными устройствами: 599,95$ против обычной цены за консоль в 200$. Именно высокая цена в сочетании с перенасыщением рынка игровых систем привели к быстрому заверешению жизненного цикла консоли от 3DO.
В 1996-м 3DO сворачивает все проекты, связанные с игровыми приставками, и фокусируется на разработке компьютерных игр, делая игры для PlayStation, PC и других консолей. Оставаясь председателем и CEO компании, Хокинс также взял на себя роль креативного директора. Однако из-за ошибок в планировании разработки игр 3DO демонстрировали низкие продажи, что привело к банкротству компании в мае 2003. Бо́льшая часть интеллектуальной собственности, включая франшизу Might and Magic, была продана издателю Ubisoft, в то время как Трип Хокинс сохранил за собой право собственности на аппаратное и программное обеспечение консолей 3DO. Позднее Трип основал компанию Digital Chocolate, специализирующуюся на разработке игр для мобильных платформ.
В 2005 году Хокинс стал восьмым человеком, включённым в Зал Славы Академии интерактивных искусств и наук.